# 本谷のトラフダケ自生地

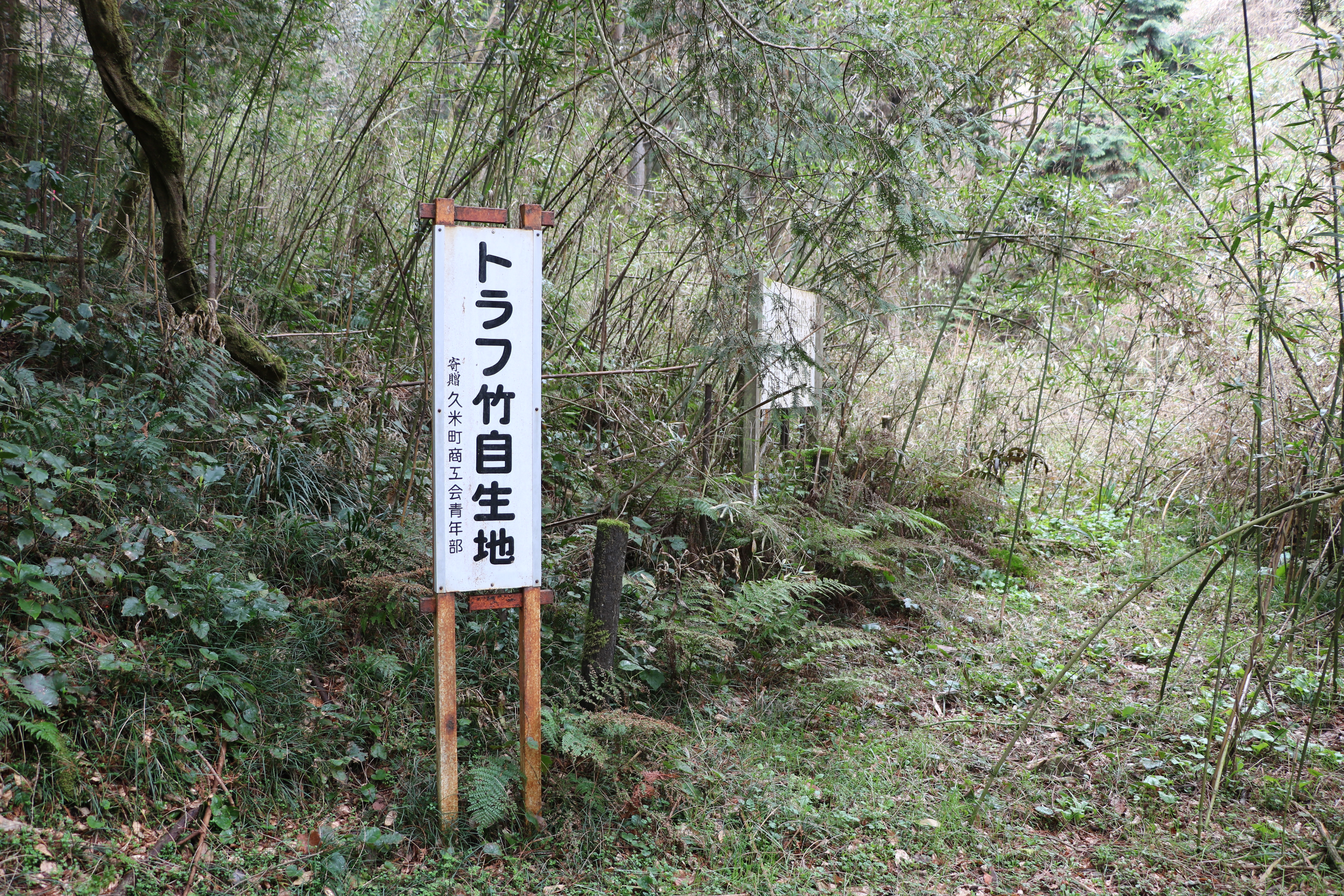
本谷のトラフダケ自生地。2021年3月25日撮影。

本谷のトラフダケ自生地（ほんだにのトラフダケじせいち）とは、岡山県津山市南方中長谷（旧久米町）にある国の天然記念物に指定された竹藪である。指定名の本谷とは指定当時の久米町南方中字（あざ）本谷より名付けられている。
トラフダケ（虎斑竹）の自生地は、当地の西側に隣接する真庭市の自生地3か所が1924年（大正13年）に、固有の地名の付かないトラフダケ自生地として国の天然記念物に指定されているが、本記事で解説する本谷の自生地は後年になって存在が確認されたため、1941年（昭和16年）に岡山県の天然記念物に指定され、1976年（昭和51年）6月16日に本谷のトラフダケ自生地として国の天然記念物に指定された。

## 解説

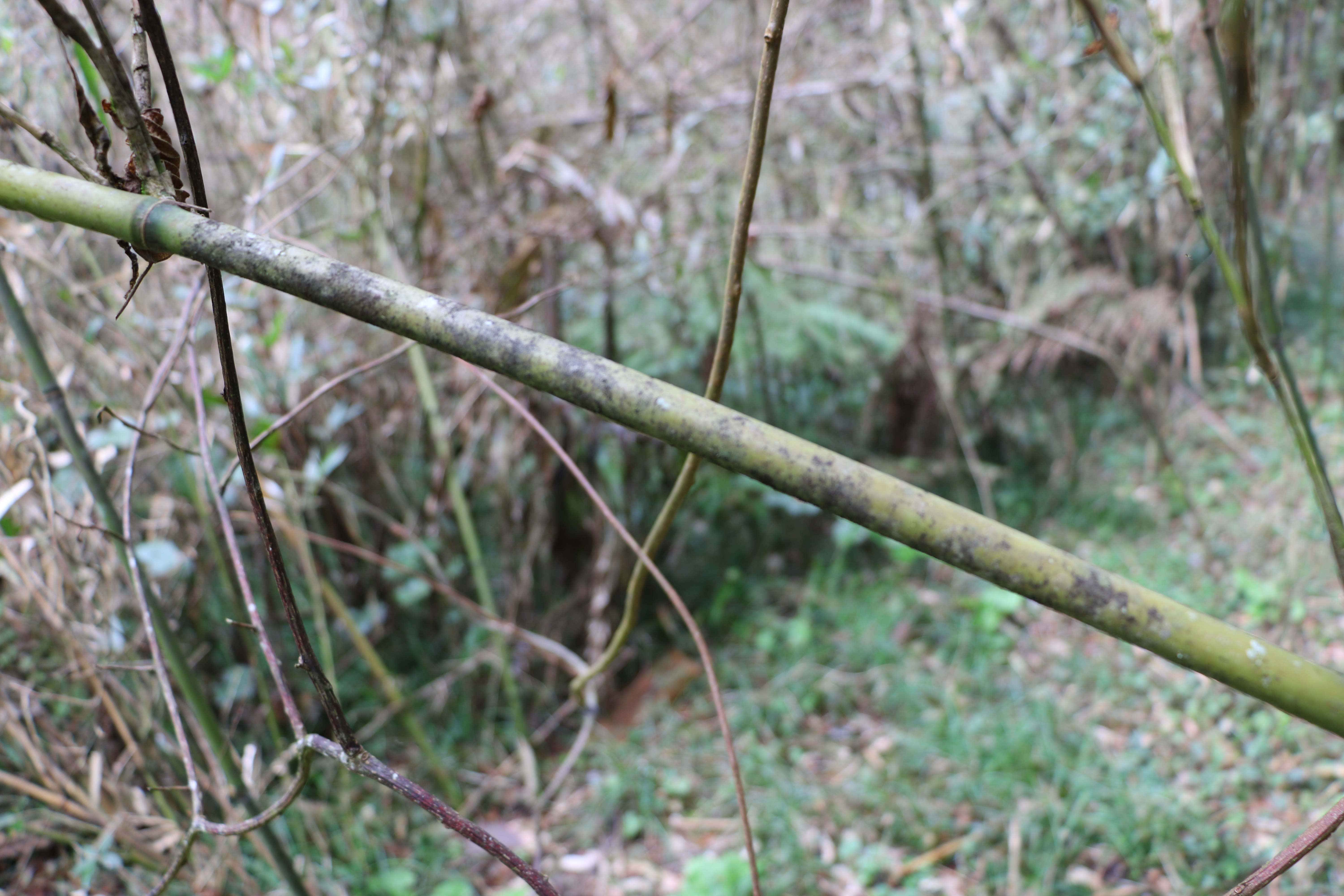
虎斑菌が着生した稈。本谷のトラフダケ。2021年3月25日撮影。

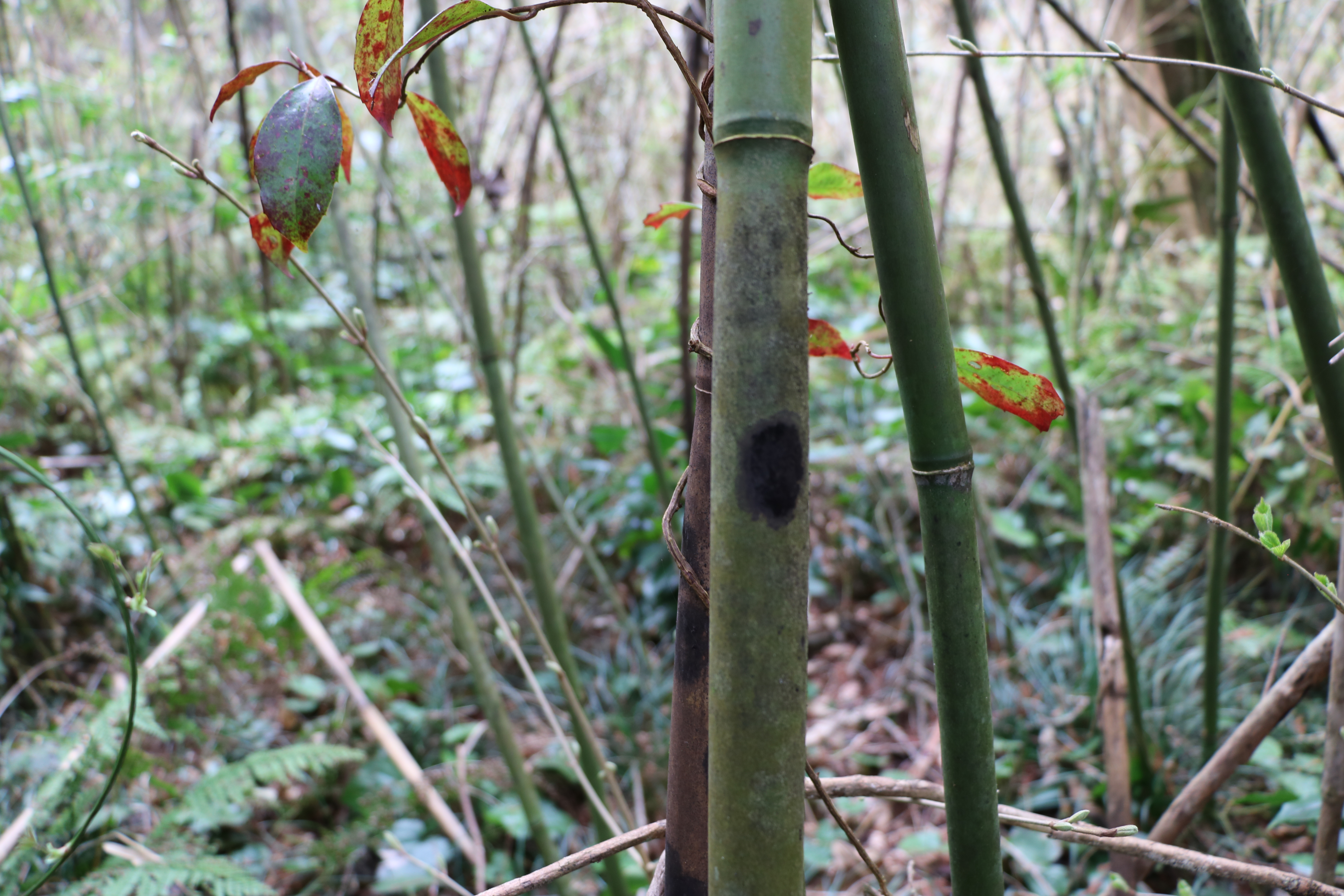
虎斑菌が着生した稈。本谷のトラフダケ。2021年3月25日撮影。

本谷のトラフダケ自生地は岡山県北部のほぼ中央にある旧久米郡久米町の南方中（みながたなか）小字長谷、JR姫新線坪井駅より国道181号線を数百メートル東へ行った長谷バス停付近から、南側の山へ分け入った久米川支流の小さな沢沿いにあり、右側には本谷池のため池がある。この付近一帯はかつて大井庄の久米北条郡南方中村と呼ばれており、宝暦の頃は幕府領、天保以降は津山藩松平家が治めた土地で、南側の美咲町との境界にある幻住寺山 の北側、標高約180メートル付近にトラフダケの自生地がある。
現、真庭市域の自生地が大正年間にトラフダケ自生地として国の天然記念物に指定された後、ここ本谷の自生地が発見され次第に知られるようになり、1941年（昭和16年）に岡山県の天然記念物に指定されたが、太平洋戦争をはさんで山林の管理が滞り荒廃が進んでしまった。
1958年（昭和33年）頃より当時の久米町教育長であった牧野邦次らが中心となりトラフダケ自生地の環境改善が図られ、当時は私有地であった自生地を町有地に移管して育成に努め、現、真庭市のトラフダケ自生地とは別件として1976年（昭和51年）6月16日に国の天然記念物に指定（県指定から国指定へ昇格）された。
トラフダケは約8アールほどの範囲に自生している。自生地は林道からやや沢筋へ下った場所にあり、周囲は背の高いスギの植林地になっているため、タケへ直接当たる日照時間が少なく、付近一帯は湿度が保たれやすい虎斑菌発生にとって好条件の環境なっている。2001年（平成13年）11月の調査では約5メートル×30メートルの範囲に約600本のヤシャダケが生育しており、そのうちの30本の稈に虎斑が出現していることが確認されている。植林されたスギ以外にもアカメガシワ、サルトリイバラなどが混生し、下草にはツルウメモドキ、リョウメンシダ、フユイチゴ、アケビなど が適度に茂り湿潤な環境が作り出され、比較的若い稈（かん）にも虎斑菌の着生が認められ、全般的に良好な状態を保っている。

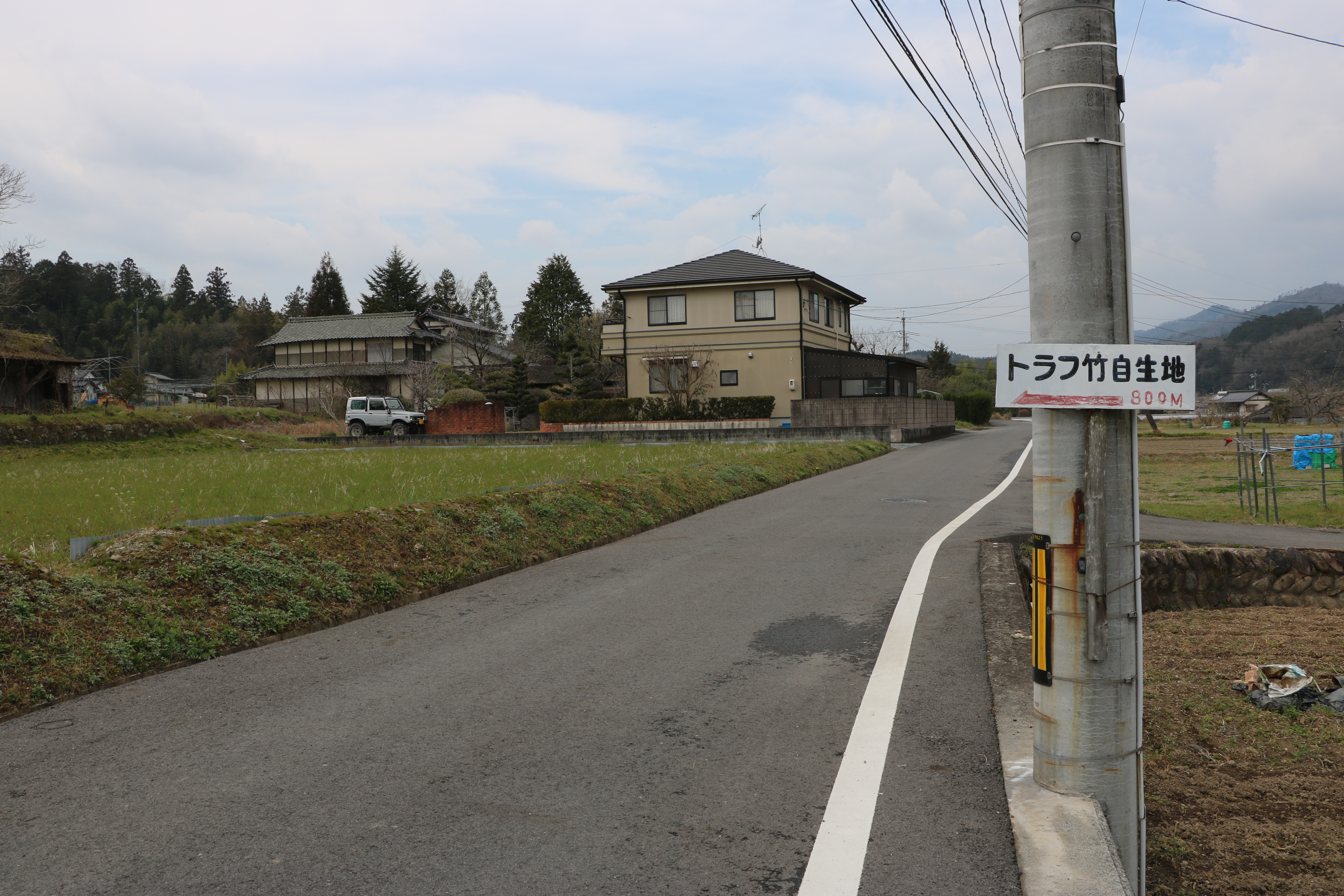
本谷のトラフダケ自生地への案内標識。南方中長谷。
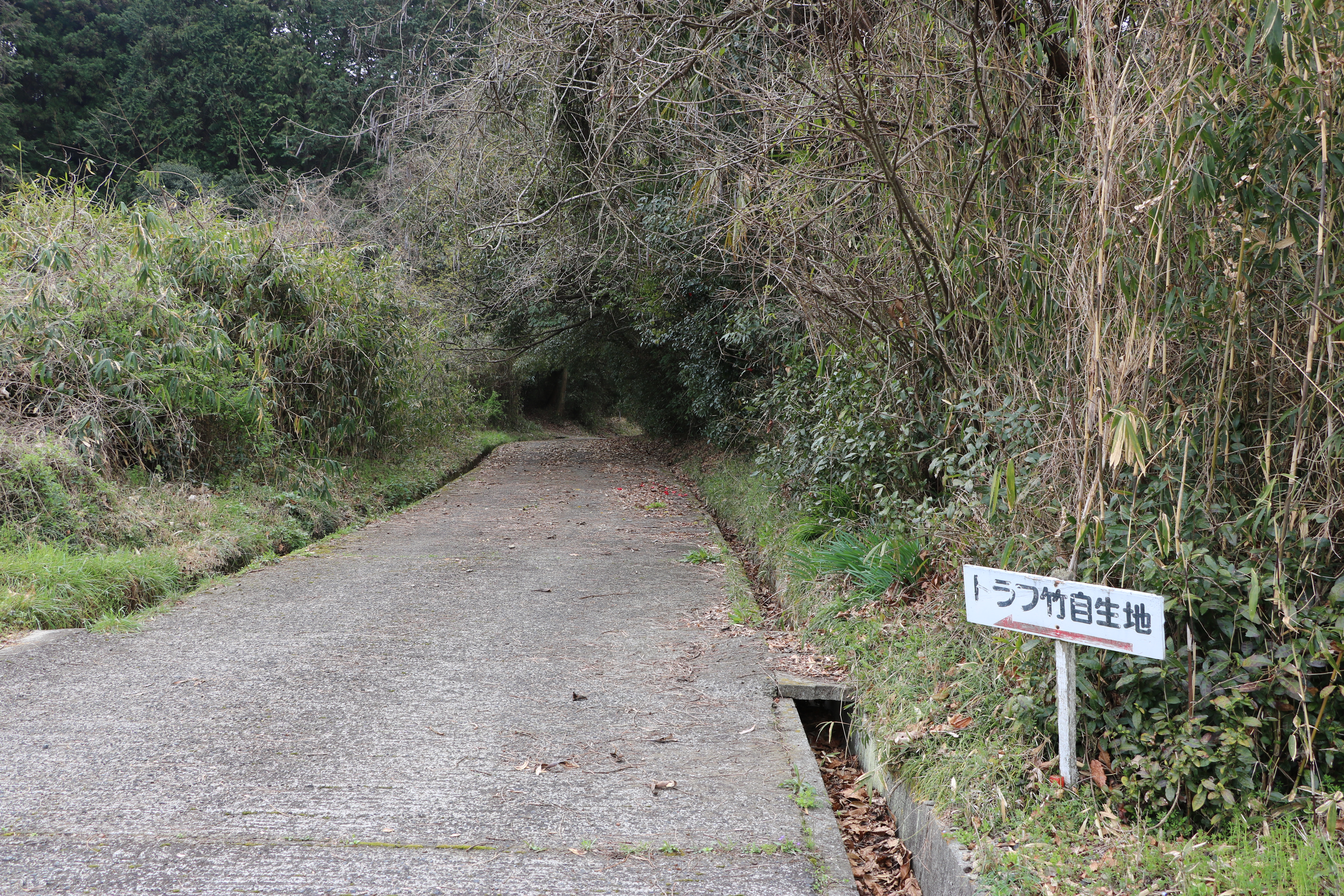
本谷のトラフダケ自生地へ向かう林道の入口。
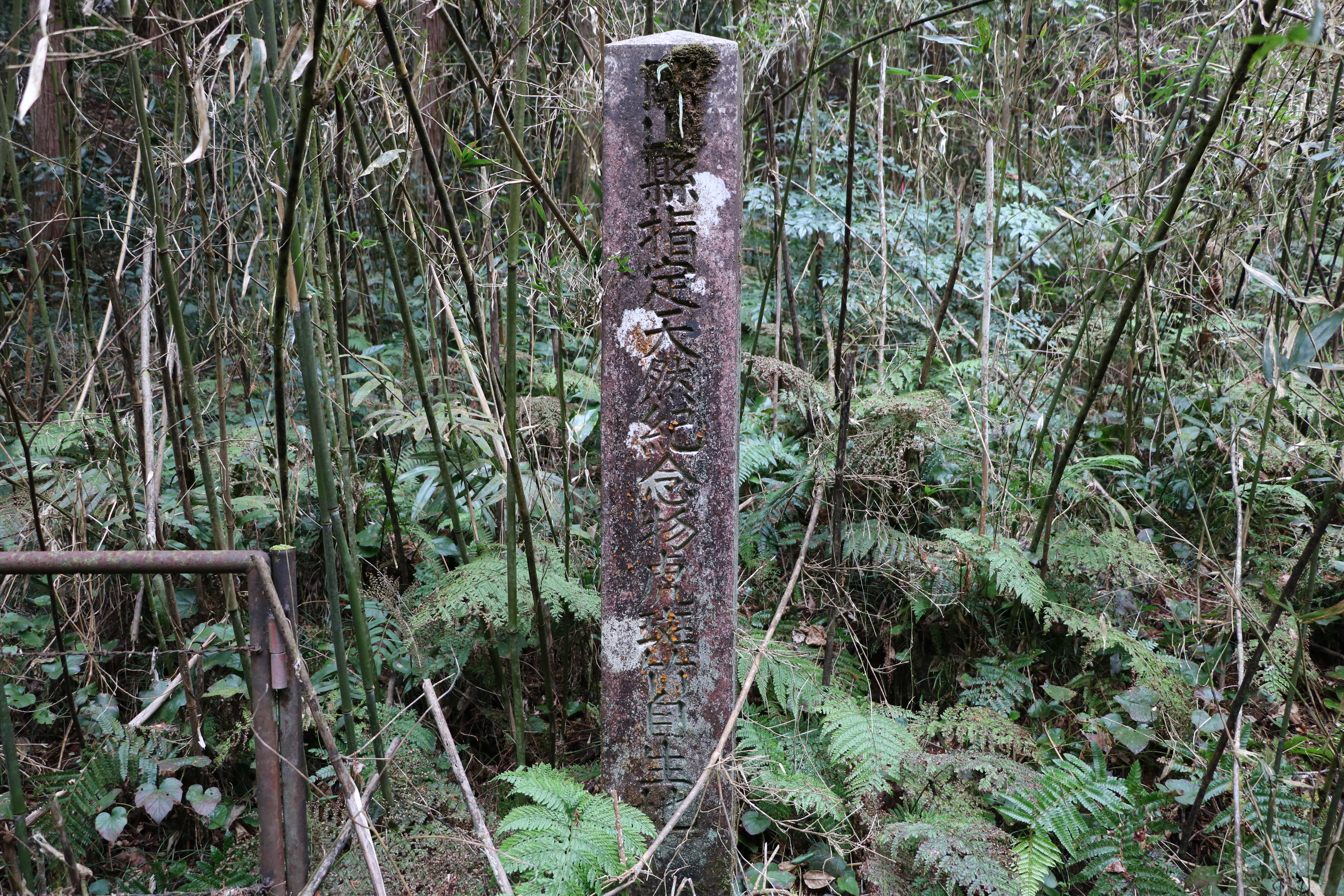
岡山県指定天然記念物として昭和16年に設置された石碑。

## 交通アクセス
所在地
- 岡山県津山市南方中236-2[10]。

交通
- JR姫新線坪井駅より徒歩約15分[6]。